# Arno Bornkamp

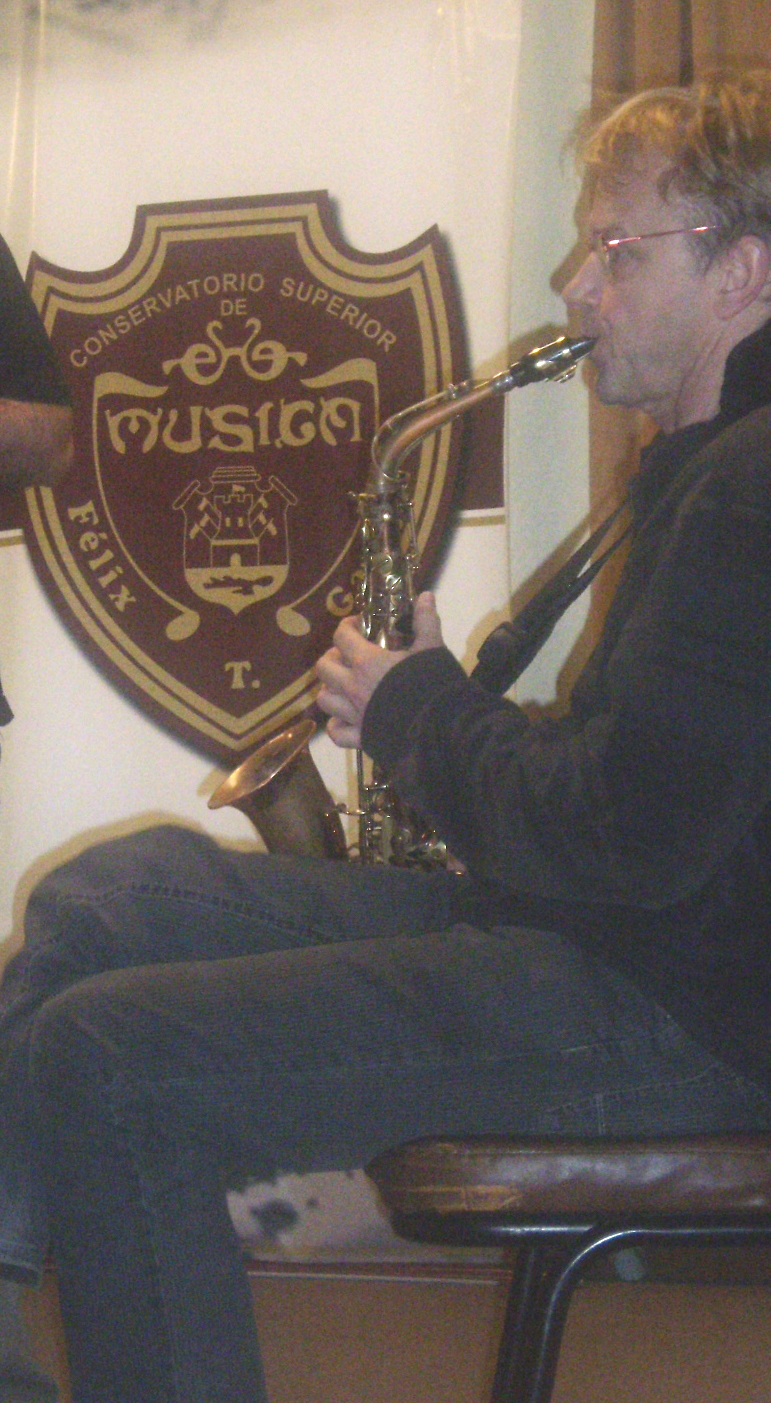
Arno Bornkamp

Arno Bornkamp (* 1959 in Amsterdam) ist ein niederländischer klassischer Saxophonist und Musikpädagoge.
Bornkamp studierte am Sweelinck-Konservatorium in Amsterdam Saxophon bei Ed Bogaard und schloss seine Ausbildung 1986 mit Auszeichnung ab. Als Gewinner der Niederländischen Musikpreises konnte er seine Ausbildung in Frankreich bei Daniël Deffayet und  Jean-Marie Londeix und in Japan bei Ryō Noda fortsetzen und mit Komponisten wie Luciano Berio und Karlheinz Stockhausen zusammenarbeiten.
Nach seinem Debüt mit Jacques Iberts Concertino da Camera gab er weltweit mehr als einhundert Konzerte mit verschiedenen Sinfonieorchestern, bei denen er neben der klassischen Saxophonliteratur auch eigens für ihn komponierte Werke wie Jacob TVs Tallahatchie Concerto aufführte. Zu seinem Repertoire zählen auch die Saxophonkonzerte von Joey Roukens und Carlos Michans, Frank Martins ursprünglich für Oboe geschriebene Trois Danses und Werke Martijn Paddings, Christian Laubas, Peter van Onnas, Otto Kettings, Louis Andriessens, Jacob ter Veldhuis’, Simon Burgers’, Wijnand van Klaverens, Perry Goldsteins und anderer.
Als Kammermusiker ist Bornkamp seit mehr als 40 Jahren Mitglied des Aurelia Saxophone Quartet. Ebenso lange arbeitet er mit dem Pianisten Ivo Janssen als Duo zusammen. Außerdem spielt er im Clazz Ensemble, einem Ensemble aus klassischen und Jazzmusikern. Seine Diskographie umfasst mehr als ein Dutzend CDs. Mit dem Videokünstler James Murray realisierte er das Projekt Bach in Beeld.
Zum 200. Geburtstag von Adolphe Sax initiierte er 2014 in Amsterdam das Saxophonfesival SAX14. Neben seiner Unterrichtstätigkeit am Konservatorium Amsterdam gibt Bornkamp verschiedene Meisterklassen für Saxophonisten.

## Weblink
- Homepage von Arno Bornkamp

## Quelle
- Conservatorium van Amsterdam – Arno Bornkamp

| Personendaten    | Personendaten                                  |
| ---------------- | ---------------------------------------------- |
| NAME             | Bornkamp, Arno                                 |
| KURZBESCHREIBUNG | niederländischer Saxophonist und Musikpädagoge |
| GEBURTSDATUM     | 1959                                           |
| GEBURTSORT       | Amsterdam                                      |